# Pterolophia carinulata
Pterolophia carinulata là một loài bọ cánh cứng trong họ Cerambycidae.